# Madison (serial telewizyjny)
Madison (1993–1998) – amerykańsko-kanadyjski serial młodzieżowy wyprodukowany przez Forefront Entertainment Group.

## Emisja
Światowa premiera serialu miała miejsce 21 września 1993 r. na kanale Global Television Network. Ostatni odcinek został wyemitowany w 1998 r. W Polsce serial nadawany był dawniej, na nieistniejącym obecnie kanale Wizja Jeden.

## Obsada
- Michelle Beaudoin jako Penny Foster (24 odcinki)[2]
- Will Sasso jako Derek Wakaluk (2)
- Jonathan Scarfe jako R.J. Winslow (26)
- Peter Stebbings jako Kevin Sharpe (4)
- Stacy Grant jako Tia Winslow
- Chris William Martin jako Jamie Novak
- Sarah Strange jako Carol Lemieux (6)
- Chad Willett jako Tom Connor (20)
- Joely Collins jako Rachael Langston
- Enuka Okuma jako Sheri Davis
- Jerry Wasserman jako Don Novak (20)
- David Lovgren jako Neill Redding (18)
- Barry Pepper jako Mick Farleigh (16)
- Shaira Holman jako Beth (16)
- Yee Jee Tso jako Grant Wong (11)
- Matt Hill jako Billy „the Bookie” (9)
- Ryan Saklofsky jako Mike (9)
- Stephen Fanning jako Nick (9)
- Emmanuelle Vaugier jako Noella D'Angelo (9)
- Babs Chula jako Eileen Lemieux (8)
- Jonathan Paetkau jako Greg Peterson (8)
- Michael Gabriel jako Vincent (7)
- Bobby Stewart jako Mel Jefferson (7)
- Don S. Davis jako p. Winslow (7)
- Marie Stillin jako Margaret Novak (7)
- Eric Keenleyside jako Stanislav Wakaluk (7)
- Leslie Hopps jako Laura (6)
- Judith Maxie jako panna Lindsay Carter (6)
- Danielle Saklofsky jako Allison (6)
- David Richer jako Andy (6)